# Marco Lucchinelli
Marco Lucchinelli (Bolano, 26 giugno 1954) è un pilota motociclistico e cantante italiano ritiratosi dall'attività agonistica, vincitore del campionato del mondo della classe 500 nel 1981.

## Carriera

### Gli inizi

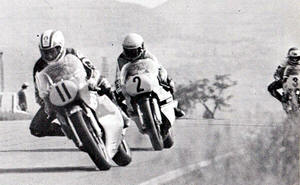
Lucchinelli precede Kenny Roberts in una fase del Gran Premio delle Nazioni 1978.

Originario di Ceparana, frazione comunale di Bolano in provincia della Spezia, da digiuno di corse esordì nel 1974 con una Aermacchi 250 nella cronoscalata Saline di Volterra-Volterra. Nel 1975 Roberto Gallina gli fece provare sul circuito del Mugello una Laverda 1000 a tre cilindri categoria Endurance: cadde quasi subito rompendosi il naso, ma i risultati ottenuti lo convinsero ad iscriversi sia al campionato nazionale che nel motomondiale classe 350 utilizzando una Yamaha.
Nello stesso anno partecipò ad altre prestigiose gare, tra cui le "24 Ore" del Montjuich (una delle edizioni più combattute), di Spa-Francorchamps e di Le Mans e la 1000 km del Mugello, dimostrando un grande talento nel guidare sulla pista bagnata, caratteristica che non perderà mai. 

### Motomondiale
Nel 1976 Gallina lo affiancò ad Armando Toracca, ex MV Agusta, su una Suzuki in 500. Contrariamente a Toracca, Lucchinelli ottenne buoni risultati, classificandosi quarto in classifica generale dopo due secondi, un terzo ed un quarto posto.
Soprannominato "cavallo pazzo", il suo stile spericolato attirava nei circuiti una grande quantità di pubblico, anche se le cadute, frequenti e spesso dolorose, gli impedivano di portare a termine molte gare. Molto abile nell'adattarsi a moto e circuiti nuovi (per questo, nonostante il suo basso numero di vittorie, viene incluso tra i grandi del motociclismo), per molto tempo preferì gareggiare affidandosi a squadre private piuttosto che "ufficiali": nella stagione 1977 fu coinvolto nella fallimentare (poiché terminò i soldi a metà anno) esperienza del Life Helmets Racing Team, mentre l'anno successivo corse con una Bimota-Yamaha 350, delle Suzuki RG 500 sponsorizzate dalla Cagiva e una Yamaha TZ 750.
Anche nel 1979 (anno in cui correva da privato, sempre con una Suzuki RG) non ottenne risultati di rilievo e al termine del campionato raggranellò solo 11 punti in classifica, ottenne comunque una vittoria a Misano nella classe 750 del campionato Italiano. L'anno seguente, ritornato nelle file del Team Gallina, colse il suo primo successo mondiale nel Gran Premio di Germania al Nordschleife. Lucchinelli con il suo giro veloce 8:22.2 detiene il record motociclistico della pista da 22835 m che non può essere battuto visto che dall'anno successivo la pista venne portata a 20832 m (in questa configurazione il record è 7:49.71 di Helmut Dähne nel 1993). Chiuse la stagione al terzo posto con 59 punti dietro Kenny Roberts e Randy Mamola. 

### Il titolo del 1981
Nel 1981 vinse il mondiale dominando la scena grazie a cinque vittorie (Francia, Olanda, Belgio, San Marino e Finlandia) e 105 punti complessivi. Sempre negli stessi anni si aggiudicò anche due titoli nel Campionato Italiano Velocità, sia nel 1980 che nel 1981, sempre in 500.
Dal carattere gioviale ed amichevole, Lucchinelli fu il primo motociclista a cantare al Festival di Sanremo (nell'edizione 1982) e il primo a sperimentare le saponette battezzate "istrice", con gli aculei di gomma sulle ginocchia della tuta. Nel 1982 passò alla Honda, che all'epoca era tecnicamente inferiore alla Suzuki. Il 2 maggio dello stesso anno, mentre stava lottando per la prima posizione con Franco Uncini, cadde a 220 km/h rischiando di uccidere alcuni spettatori: uscì quasi illeso dall'incidente (frattura dello scafoide della mano e contusioni al piede), ma la paura provata gli frenò la carriera.
Come disse qualche giornalista dell'epoca, da quel momento Marco "non fu più un pilota speciale" e dovette accontentarsi sia con la Honda che con la Cagiva (scuderia in cui era tornato nel 1984 e con la quale chiuse la sua avventura nel motomondiale nel 1986) di finire in zona punti senza più riuscire a lottare seriamente per la vittoria.

### Mondiale Superbike
Tuttavia non si ritirò: Lucchinelli ottenne una vittoria nella 200 miglia di Misano nella primavera 1986, mentre nel 1987 la vittoria della "Battle of the Twins" a Daytona in sella a una Ducati 851 e nel 1988 corse il Campionato mondiale Superbike ancora in sella a una Ducati, con la quale ottenne due vittorie e di cui divenne qualche tempo dopo team manager. Da team manager vinse un titolo nel 1990 con Raymond Roche.
Nel 1986 si cimentò anche con le corse automobilistiche disputando alcune gare del campionato internazionale di Formula 3000 con la scuderia Lola Motorsport senza ottenere risultati di particolare rilievo.
Nel 1991 fu arrestato e condannato a 5 anni e 4 mesi di reclusione per possesso di cocaina.
Le sue ultime gare in moto risalgono al 1995, quando corse il campionato Europeo Supersport con una Ducati 748 del team Alstare, finendolo al 12º posto.

### Dopo il ritiro
Ritiratosi definitivamente dalle competizioni, continua a frequentare il mondo del motociclismo in qualità di commentatore televisivo dei Gran Premi per Eurosport. Dal 2007 è diventato uno degli ospiti fissi del programma "Fuorigiri" su Italia 1, in onda dopo le gare della MotoGP.
Il 2 giugno 2017, nel fine settimana del GP d'Italia del 2017, viene inserito nella Hall of Fame del motomondiale.

## Risultati in gara

### Motomondiale

#### Classe 350
| 1975 | Classe | Moto   |   |   |   |   |   |   |   |    |    |   |   |   |  | Punti | Pos. |
| ---- | ------ | ------ | - | - | - | - | - | - | - | -- | -- | - | - | - |  | ----- | ---- |
| 1975 | 350    | Yamaha | - | - | - | - | 7 | - | - | NE | NE | - | - | - |  | 4     | 32º  |

| 1976 | Classe | Moto   |     |  |  |  |  |  |  |  |  |  |  |  |  | Punti | Pos. |
| ---- | ------ | ------ | --- |  |  |  |  |  |  |  |  |  |  |  |  | ----- | ---- |
| 1976 | 350    | Yamaha | Rit |  |  |  |  |  |  |  |  |  |  |  |  | 0     |      |

| 1978 | Classe | Moto                     |   |    |   |   |   |   |    |   |     |   |   |   |   | Punti | Pos. |
| ---- | ------ | ------------------------ | - | -- | - | - | - | - | -- | - | --- | - | - | - | - | ----- | ---- |
| 1978 | 350    | Yamaha e Harley-Davidson | - | NE | - | - | 6 | - | NE | - | Rit | - | - | - | - | 5     | 18º  |

| Legenda | 1º posto        | 2º posto            | 3º posto            | A punti      | Senza punti        | Grassetto – Pole position Corsivo – Giro più veloce |
| Legenda | Gara non valida | Non qual./Non part. | Ritirato/Non class. | Squalificato | '-' Dato non disp. | Grassetto – Pole position Corsivo – Giro più veloce |

#### Classe 500
| 1976 | Classe | Moto   |   |   |    |    |  |  |  |    |   |     |   |    |  |  | Punti | Pos. |
| ---- | ------ | ------ | - | - | -- | -- |  |  |  | -- | - | --- | - | -- |  |  | ----- | ---- |
| 1976 | 500    | Suzuki | 3 | 2 | NP | NE |  |  |  | 15 | 5 | Rit | 2 | NE |  |  | 40    | 4º   |

| 1977 | Classe | Moto   |   |    |   |     |    |     |    |   |     |     |   |     |  |  | Punti | Pos. |
| ---- | ------ | ------ | - | -- | - | --- | -- | --- | -- | - | --- | --- | - | --- |  |  | ----- | ---- |
| 1977 | 500    | Suzuki | 7 | NP | 7 | Rit | NE | Rit | NE | 6 | Rit | Rit | 2 | Rit |  |  | 25    | 11º  |

| 1978 | Classe | Moto   |  |     |   |     |   |     |   |     |     |   |     |    |    |  | Punti | Pos. |
| ---- | ------ | ------ |  | --- | - | --- | - | --- | - | --- | --- | - | --- | -- | -- |  | ----- | ---- |
| 1978 | 500    | Suzuki |  | Rit | 4 | Rit | 3 | Rit | 7 | Rit | Rit | 4 | Rit | NE | NE |  | 30    | 9º   |

| 1979 | Classe | Moto   |  |   |     |     |    |     |     |    |   |   |   |    |     |  | Punti | Pos. |
| ---- | ------ | ------ |  | - | --- | --- | -- | --- | --- | -- | - | - | - | -- | --- |  | ----- | ---- |
| 1979 | 500    | Suzuki |  | 9 | Rit | Rit | 10 | Rit | Rit | NP | 7 | 9 | 9 | NE | Rit |  | 11    | 18º  |

| 1980 | Classe | Moto   |     |   |   |    |     |   |     |   |    |   |  |  |  |  | Punti | Pos. |
| ---- | ------ | ------ | --- | - | - | -- | --- | - | --- | - | -- | - |  |  |  |  | ----- | ---- |
| 1980 | 500    | Suzuki | Rit | 2 | 3 | NE | Rit | 2 | Rit | 3 | NE | 1 |  |  |  |  | 59    | 3º   |

| 1981 | Classe | Moto   |    |     |   |   |   |    |   |   |   |   |    |   |   |    | Punti | Pos. |
| ---- | ------ | ------ | -- | --- | - | - | - | -- | - | - | - | - | -- | - | - | -- | ----- | ---- |
| 1981 | 500    | Suzuki | NE | Rit | 3 | 5 | 1 | NE | 2 | 1 | 1 | 1 | 19 | 1 | 9 | NE | 105   | 1º   |

| 1982 | Classe | Moto  |   |     |        |   |   |     |   |   |    |   |    |    |   |   | Punti | Pos. |
| ---- | ------ | ----- | - | --- | ------ | - | - | --- | - | - | -- | - | -- | -- | - | - | ----- | ---- |
| 1982 | 500    | Honda | 5 | Rit | [ 18 ] | 5 | 5 | Rit | 6 | 8 | 17 | 5 | NE | NE | 6 | 5 | 43    | 8º   |

| 1983 | Classe | Moto  |   |   |    |   |     |   |   |     |   |     |   |   |  |  | Punti | Pos. |
| ---- | ------ | ----- | - | - | -- | - | --- | - | - | --- | - | --- | - | - |  |  | ----- | ---- |
| 1983 | 500    | Honda | 9 | 2 | 10 | 3 | Rit | 7 | 9 | Rit | 7 | Rit | 6 | 4 |  |  | 48    | 7º   |

| 1984 | Classe | Moto   |     |     |     |     |  |    |  |     |  |  |  |  |  |  | Punti | Pos. |
| ---- | ------ | ------ | --- | --- | --- | --- |  | -- |  | --- |  |  |  |  |  |  | ----- | ---- |
| 1984 | 500    | Cagiva | Rit | Rit | Rit | Rit |  | NP |  | Rit |  |  |  |  |  |  | 0     |      |

| 1985 | Classe | Moto   |  |  |  |  |  |    |     |     |  |  |  |     |  |  | Punti | Pos. |
| ---- | ------ | ------ |  |  |  |  |  | -- | --- | --- |  |  |  | --- |  |  | ----- | ---- |
| 1985 | 500    | Cagiva |  |  |  |  |  | 15 | Rit | Rit |  |  |  | Rit |  |  | 0     |      |

| 1986 | Classe | Moto   |  |     |  |  |  |  |  |  |  |  |  |  |  |  | Punti | Pos. |
| ---- | ------ | ------ |  | --- |  |  |  |  |  |  |  |  |  |  |  |  | ----- | ---- |
| 1986 | 500    | Cagiva |  | Rit |  |  |  |  |  |  |  |  |  |  |  |  | 0     |      |

| Legenda | 1º posto        | 2º posto            | 3º posto            | A punti      | Senza punti        | Grassetto – Pole position Corsivo – Giro più veloce |
| Legenda | Gara non valida | Non qual./Non part. | Ritirato/Non class. | Squalificato | '-' Dato non disp. | Grassetto – Pole position Corsivo – Giro più veloce |

### Campionato mondiale Superbike
| 1988 | Moto   |   |   |   |     |   |    |   |     |    |     |    |    |   |   |  |  |  |  |  |  |  |  | Punti | Pos. |
| ---- | ------ | - | - | - | --- | - | -- | - | --- | -- | --- | -- | -- | - | - |  |  |  |  |  |  |  |  | ----- | ---- |
| 1988 | Ducati | 2 | 1 | 9 | Rit | 6 | 11 | 1 | Rit | 12 | Rit | 10 | AN | 3 | 4 |  |  |  |  |  |  |  |  | 63    | 5º   |

| 1989 | Moto   |  |  |  |  |  |  |  |  |  |  |  |  |    |    |     |    |   |    |  |  |  |  | Punti | Pos. |
| ---- | ------ |  |  |  |  |  |  |  |  |  |  |  |  | -- | -- | --- | -- | - | -- |  |  |  |  | ----- | ---- |
| 1989 | Ducati |  |  |  |  |  |  |  |  |  |  |  |  | NP | NP | Rit | 10 | 9 | NP |  |  |  |  | 13    | 42º  |

| Legenda | 1º posto        | 2º posto            | 3º posto           | A punti      | Senza punti        | Grassetto – Pole position Corsivo – Giro più veloce |
| Legenda | Gara non valida | Non qual./Non part. | Ritirato/Non class | Squalificato | '-' Dato non disp. | Grassetto – Pole position Corsivo – Giro più veloce |

## Discografia

### 45 giri
- 1982 - Stella fortuna/Ognuno di voi (EMI Italiana, 3C 006-18570)
- 1982 - La volevo.../Questa mia faccia (EMI Italiana, 3C 006-18592)
- 1983 - Lucky rock and roll/Anche un po' per te (CAM, CM 7453)
- - Lei Cagiva, lui Ducati/Voglio dire (Lucky, LM 182)